# Girls (canción de The Prodigy)
«Girls» es el decimocuarto sencillo por la banda electrónica británica The Prodigy lanzado el 30 de agosto de 2004. Fue el primer sencillo del álbum Always Outnumbered, Never Outgunned. Girls alcanzaron el número 19 en el UK Singles Chart.
La muestra utilizada se vuelve a hacer, pero se toma de la Broken Glass Single "Style of the Street" y también las muestras de la canción D Train "You're The One For Me".

## Vídeo musical
El video musical del sencillo fue dirigido por Mat Cook y Julian House y protagonizado por Freddie Highmore, quien también diseñó las ilustraciones para el álbum y sencillo. Presenta gráficas experimentales de computadora con varios temas psicodélicos. Este vídeo fue introducida con la animación, en formato de alta definición realizada en 2004.

## Lista

### XL recordings

#### 12" vinyl record
A1. «Girls» (4:06)
B1. «More Girls»
B2. «Under My Wheels» (Mix original)

#### Sencillo en CD
1. «Girls» (4:14)
2. «More Girls» (4:27)
3. «Under My Wheels» (Original Mix) (3:41)